# جون كوانغ إك
جون كوانغ إيك (بالإنجليزية: Jon Kwang-Ik)‏ (مواليد 5 أبريل 1988 في كوريا الشمالية) لاعب كرة قدم كوري شمالي دولي يجيد اللعب في مركز الدفاع . يلعب حاليا لصالح نادي أمروكغانغ الكوري الشمالي منذ سنة 2007 .

## روابط خارجية
- جون كوانغ إك على موقع الاتحاد الدولي (مؤرشف)  (الإنجليزية)
- جون كوانغ إك على موقع قاعدة بيانات كرة القدم.إي يو (الإنجليزية)
- جون كوانغ إك على موقع ناشيونال فوتبول تيمز (الإنجليزية)
- جون كوانغ إك على موقع Soccerway.com (الإنجليزية)